# Tossal de l'Abadia (Espills)
|  | Per a altres significats, vegeu «Tossal de l'Abadia (Castissent)». |

El Tossal de l'Abadia és un cim de 1.289 m d'altitud situat a l'antic terme ribagorçà de Sapeira, de l'Alta Ribagorça, pertanyent a l'actual terme municipal de Tremp, del Pallars Jussà. És al centre de l'antic terme de Sapeira, al nord-est d'Espills (poble i muntanya), a la mateixa carena que ells, separant la capçalera de les valls dels barrancs d'Escarlà, al nord, i d'Espills, al sud.